# Барановичская равнина

Барановичская равнина на 1977 год

Барановичская равнина — равнина на севере Брестской и юге Гродненской областей Белоруссии. Протяжённость с запада на восток 90 километров, с севера на юг 60 километров. Средняя высота 180—190 метров над уровнем моря, максимальная высота 218 метров (около деревни Конюхи Ляховичского района). Площадь — 2200 км².
Сглаженный рельеф равнины сформировали ледниковые воды. Здесь преобладает полого-волнистый рельеф, который местами переходит в полого-увалистый и крупно-холмистый (около долин Щары и Лахазвы) с превышениями 30-40 м. По склонам долин образовались овраги глубиной 3-4 м. На северо-востоке находится озерно-ледниковая котловина с Колдычевским озером в центре, из которого берет начало река Щара. На границе с Полесьем развиты дюны, эоловые гряды и массивы высотой 3-5 м. На поверхности распространены водно-ледниковые песчаные, реже супесчаные и суглинистые отложения основной морены.
Лесами покрыт 31 % территории, в центральной части 2 крупных массива из сосны и широколиственных пород. На равнине находятся Барановичский и Слонимский биологические заказники государственного значения.